# Villa Rendena
Villa Rendena là một đô thị ở tỉnh Trento ở vùng Trentino-Alto Adige/Südtirol của Ý, tọa lạc cách 30 km về phía tây của Trento. Tại thời điểm ngày 31 tháng 12 năm 2004, đô thị này có dân số 846 người và diện tích là 35,0 km².
Đô thị Villa Rendena có các frazioni (đơn vị trực thuộc) Verdesina and Iavré.
Villa Rendena giáp các đô thị: Daone, Pelugo, Montagne, Vigo Rendena, Darè, Preore, Tione di Trento và Breguzzo.